# Eunice upoloae
Eunice upoloae is een borstelworm uit de familie van de Eunicidae. De wetenschappelijke naam van de soort werd voor het eerst geldig gepubliceerd in 2020 door Zanol, Hutchings en Fauchald.